# Ottawa Renegades
Die Ottawa Renegades waren ein Canadian-Football-Team aus Ottawa in der kanadischen Provinz Ontario. Sie spielten in der Canadian Football League und dort in der East Division. Die Renegades wurden 2002 gegründet, nachdem sich im Jahr 1996 die Ottawa Rough Riders aufgelöst hatten und die kanadische Hauptstadt fünf Jahre lang ohne CFL-Football auskommen musste.
Das Helmdesign der Ottawa Renegades bestand aus der Büste eines Mannes mit schwarzem Hut, der einen Football in den Händen hält, vor einem roten Ahornblatt. Die Grundfarbe war schwarz. Die Vereinsfarben waren rot, silbergrau und schwarz.
Die Ottawa Renegades erreichten nie die Playoffs der Canadian Football League East Division. 2006 wurde die Mannschaft aufgelöst.